# 백제왕궁박물관
백제왕궁박물관은 전북특별자치도 익산시 왕궁면 소재의 역사 박물관이다.

## 연혁
- 2006. 02. 20 : 문화관광과 사적지관리사업소
- 2006. 03. 08 : 사적지관리사업소
- 2007. 05. 29 : 유적전시관관리사업소
- 2008. 07. 28 : 공공시설관리단 유적전시관
- 2008. 12. 23 : 왕궁리유적전시관 개관
- 2021. 10. 15 : 백제왕궁박물관으로 명칭 변경
- 2022. 08. 04 : 백제왕궁박물관 리모델링 및 가상체험관 증축 재개관

## 관람 안내
- 관람 시간: 09:00 ~ 18:00
- 관람료: 무료
- 휴관일: 1월 1일, 매주 월요일(월요일이 공휴일인 경우 개관, 공휴일 다음 첫 번째 평일 대체 휴관)